# كستنائي (لون)

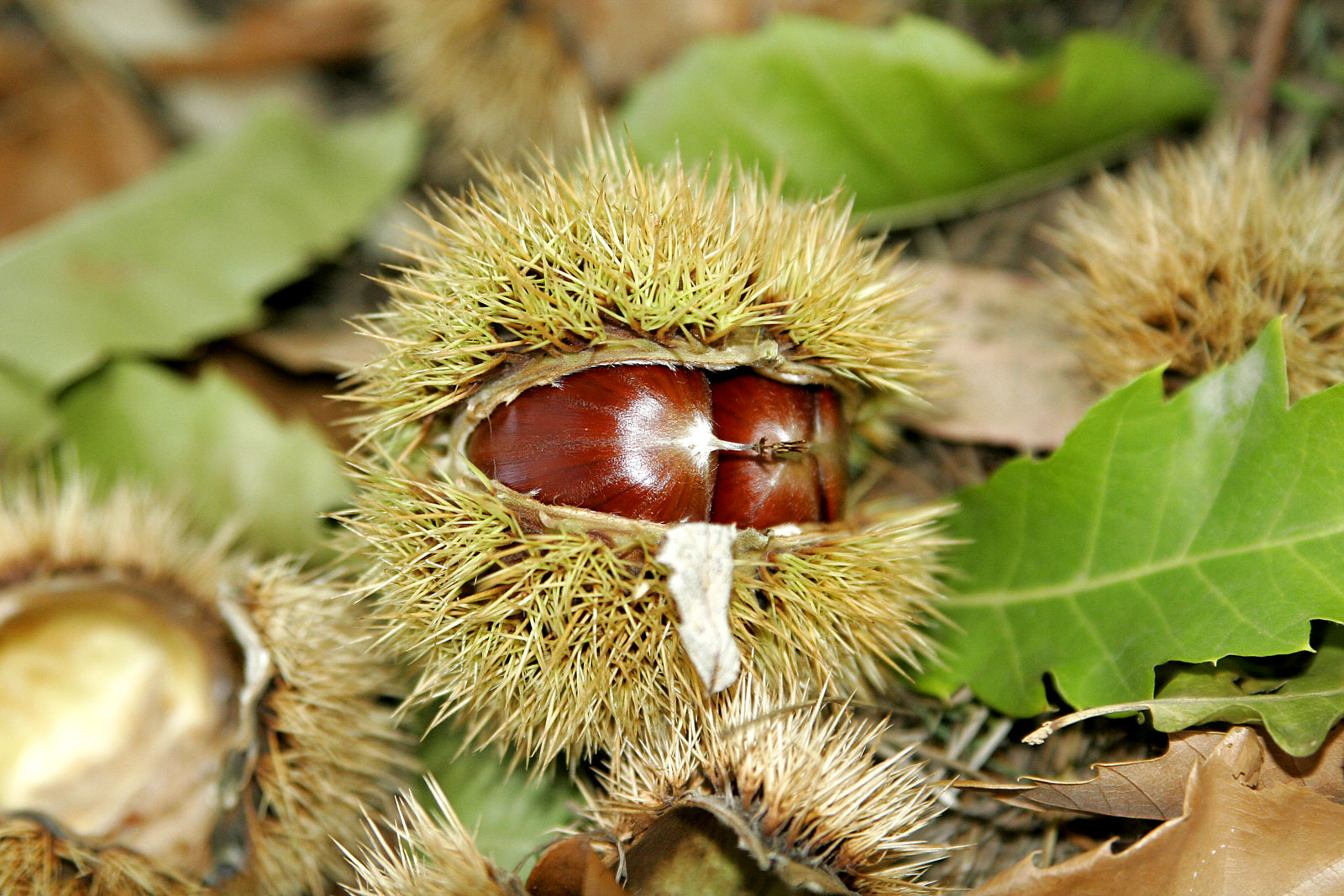
كستناء

اللون الكستنائي نسبة إلى الكستناء (بالإنكليزية: chestnut) وأصلها من الفرنسية marron وتعني الكستناء الإسباني ، أول استخدام لهذا اللون كان عام 1779. )
هو ظل غني داكن للأحمر.
اللون بندقي الكستناء (نسبة إلى بندقة شجر الكستناء) هو لون آخر، وهو لون يميل للون البني أكثر من اللون الكستنائي.

## درجات الكستنائي

### كستنائي ساطع
اللون الكستنائي الساطع موضح على اليسار ، وهو لون ساطع متوسط للون الكستنائي، يقع بين اللون الأحمر والوردي. وقد استخدمته cryola في ألوان الشمع التي تنتجها على أنه اللون الكستنائي = maroon عام 1949.

### كستنائي غني
موضح على اليسار اللونُ الكستنائي الغني، وهو اللون المستخدم حسب أسماء ألوان X11.

### أحمر غامق
موضح على اليسار لون الويب الأحمر الغامق حسب أسماء ألوان X11.